# حركة مجد
حركة مجد لها مقعدان في مجلس النواب اللبناني. نجيب ميقاتي هو زعيم الحزب منذ عام 2004. كان ميقاتي رئيس مجلس الوزراء اللبناني خلال الفترة من أبريل إلى يوليو 2005.
ثم تولى ميقاتي منصب رئيس مجلس الوزراء لفترة ثانية من 13 يونيو 2011 إلى 15 فبراير 2014 بعد ترشيحه من قبل تحالف 8 آذار.